# Moonlight Shadow
«Moonlight Shadow» — песня Майка Олдфилда с вокалом шотландской певицы Мэгги Райлли.

## Выход в эфир
Сингл поднялся на 4-е место в чартах Великобритании, что сделало его второй по популярности песней Олдфилда (после «Portsmouth», занявшей 3-е место в 1976). Песня пользовалась огромной популярностью по всей Европе, возглавляя чарты Италии, Австрии, Швейцарии на протяжении четырёх недель и Норвегии на протяжении шести. Также, песня продержалась четыре недели на втором месте в Германии и на шестом в Австралии. Позже трек был перевыпущен как макси-сингл в 1993 году.
Винил (позже перевыпущенный на CD) содержал расширенную версию песни.

## Живое исполнение
На протяжении концертных туров Майка Олдфилда в 1983—1984 годов Райлли исполняла песню вживую.
После неё песню пели другие вокалистки Олдфилда: Анита Хегерланн, Пепси Дамаск, Мириам Стокли.

## Выпуск
Райли и Олдфилд сочинили текст песни, используя словарь рифм и записывая слова фактически по одному.
Партия ударных из «Moonlight Shadow» была позже использована Олдфилдом в песне «Man in the Rain» альбома Tubular Bells III 1998 года.

## Текст
Долгое время популярной была городская легенда (успешно подогреваемая жёлтой прессой), что текст песни является отсылкой к убийству Джона Леннона, несмотря на то, что Леннон был убит около 23 часов вечера, а действие песни происходит в 4 утра. Кроме того, в Леннона стреляли четыре раза, не шесть, как в песне.
Сам Олдфилд отмечал, что песня написана под вдохновением фильма «Гудини».

## Клип
У клипа на песню есть две версии: полная и сокращённая, с пропущенным куплетом. Причиной появления укороченной версии были требования телеканалов.

## Записи

### 7-дюймовая пластинка
1. «Moonlight Shadow» (7" mix) — 3:37
2. «Rite of Man» — 2:21

### 12-дюймовая пластинка
1. «Moonlight Shadow» (Extended version) — 5:18
2. «Rite of Man» — 2:21

### German vinyl
1. «Moonlight Shadow» — 3:37
2. «Moonlight Shadow» (Extended version) — 5:18
3. «Rite of Man» — 2:21
4. «To France» — 4:43
5. «Jungle Gardenia» — 2:45 (Mike Oldfield)
6. «Taurus 3» — 2:25

### 1988 CD
1. «Moonlight Shadow» (Extended version) — 5:18
2. «Rite of Man» — 2:21
3. «To France» — 4:44
4. «Jungle Gardenia» — 2:44

### 1993 CD
1. «Moonlight Shadow» — 3:35
2. «Moonlight Shadow» (Extended version) — 5:18
3. «In the Pool» — 3:40
4. «Bones» — 3:19

## Позиции в чартах
| Чарт (1983)                        | Место |
| ---------------------------------- | ----- |
| Australia (Kent Music Report)      | 6     |
| Австрия (Ö3 Austria Top 40)        | 1     |
| Бельгия/Фландрия (Ultratop 50)     | 1     |
| Belgium (VRT Top 30 Flanders)      | 1     |
| Europe (Eurochart Hot 100)         | 1     |
| France (IFOP)                      | 3     |
| Германия (GfK)                     | 2     |
| Italy (FIMI)                       | 1     |
| Нидерланды (Dutch Top 40)          | 2     |
| Нидерланды (Single Top 100)        | 1     |
| Новая Зеландия (Recorded Music NZ) | 3     |
| Норвегия (VG-lista)                | 1     |
| Poland (LP3)                       | 1     |
| South Africa (Springbok Radio)     | 7     |
| Spain (AFYVE)                      | 1     |
| Швеция (Sverigetopplistan)         | 1     |
| Швейцария (Schweizer Hitparade)    | 1     |
| Великобритания (OCC UK Singles)    | 4     |

| Чарт (1983)                          | Место |
| ------------------------------------ | ----- |
| Australia (Kent Music Report)        | 52    |
| Austria (Ö3 Austria Top 40)          | 1     |
| Belgium (Ultratop 50 Flanders)       | 7     |
| France (IFOP)                        | 31    |
| Germany (Media Control AG)           | 3     |
| Italy (FIMI)                         |       |
| Netherlands (Dutch Top 40)           | 5     |
| Netherlands (Mega Single Top 100)    | 11    |
| Spain (AFYVE)                        | 2     |
| Switzerland (Schweizer Hitparade)    | 2     |
| UK Singles (Official Charts Company) | 29    |

## Музыканты
- Майк Олдфилд: гитары, Fairlight CMI, автор текста, продюсер
- Мэгги Райлли: вокал
- Рик Фенн: гитара
- Фил Спэлдинг: бас-гитара
- Саймон Филипс: ударные, продюсер

## Использование в медиа
Позже песня была использована в разных проектах, таких как:
- В качестве саундтрека к итальянской комедии Vacanze di Natale (1983).
- В качестве музыкальной темы Дэйва Энджела, персонажа сериала The Fast Show телеканала BBC.
- В 2005 году французский телеканал Direct 8 использовал «Moonlight Shadow» в качестве фирменного джингла.

## Каверы
Существует бесчисленное множество кавер-версий на «Moonlight Shadow», включая трек Groove Coverage и The Shadows (группа, оказавшая сильное влияние на творчество Олдфилда) в их альбоме Moonlight Shadows 1986 года.
- В 1989 году Энни Хэслем исполнила песню в своём третьем сольном альбоме[32].
- В 1990 году итальянская спейссинт-группа «Koto» исполнила песню на синтезаторах.
- В 1997 году Missing Heart выпустили танцевальную версию песни. Техно-ремикс на неё позже был сделал DJ Mystik.
- Австрийская 'Code 7' также перепела «Moonlight shadow».
- В 2001 году сербская панк-рок-группа KBO! записала песню в альбоме (Ne) Menjajte Stanicu ((Не) Меняйте Станцию).
- В 2002 году 1000 Years включили кавер на «Moonlight Shadow» в компиляцию Crazy Mix 2002.
- В 2002 году японская певица Kokia исполнила песню в её 7-м сингле, «Ningen-tte Sonna Mono ne».
- В 2002 году песня была исполнена Aselin Debison в альбоме Sweet Is the Melody.
- В 2003 году немецкая X-Perience перепели «Moonlight Shadow» и собирались выпустить с ремиксами в 2006, но лейбл поменял планы, и альбом выпущен не был.
- В 2004 году немецкая готик-рок-группа Elane записали ballad-версию в альбоме The Fire of Glenvore.
- В 2005 году итальянская пауэр-метал-группа Skylark перепели песню в альбоме Fairytales.
- В 2005 году Frédérique записали этот трек в альбом Irish Ties.
- В 2005 году кавер на эту песню стал hidden-треком в альбоме Command to Charge немецкой мелодик дэс-метал-группы Suidakra.
- В 2007 году трек был исполнен хардкор группой Noize Incorporated в альбоме Mutilation.
- В 2007 году трек появился на бисайде сингла «Y Ahora Voy a Salir (Ranxeira)» испанской фолк-метал-группы Mägo de Oz.
- В 2008 году в альбоме Recollection француз Лоран Вульзи перепел «Moonlight Shadow».
- В 2009 году финская хэви-метал-группа Deathlike Silence написали кавер на эту песню в альбоме Saturday Night Evil.
- В 2009 году оригинальная исполнительница, Мэгги Райлли, записала ещё одну версию песни в альбоме Looking Back Moving Forward.
- В 2010 году польская пауэр-метал-группа Pathfinder исполнила песню в своем первом синглеВ 2002 песня была исполнена Aselin Debison в альбоме Sweet Is the Melody.
- В 2015 году песня была исполнена Blackmore’s Night в альбоме All Our Yesterdays.

### Неанглоязычные каверы
- В 1983 году Юлиана Вердинг записала германоязычную версию песни: «Nacht voll Schatten» («Ночь, полная теней»).
- Греческий певец Стелиос Роккос написал грекоязычную версию песни, «Mia fotia stin ammo» (греч. Μια φωτιά στην άμμο) название которой переводится как «Огонь на песке».
- В 2004 году исландская певица Margrét Eir перевела песню на исландский как «Í næturhúmi»[33].
- В 2006 году русская пауэр-метал-группа Мириада включили русскоязычную версию песни, «В Свете Лунной Тени» в альбом Иллюзия Любви.
- В 2009 году аргентинская певица и композитор Marcela Morelo перевела текст на испанский и включила в альбом Otro Plan.
- В 2010 году нью-эйдж-группа Pakarina выпустила инструментальную версию на панфлейте.

### Каверы, спетые вживую
- Украинская певица Руслана исполнила песню на радио в 1998.
- В 2002 году английская группа Renaissance включили live-cover в альбом In the Land of the Rising Sun.

### Кавер Groove Coverage
В 2002 году dance-версия песни была исполнена Groove Coverage. Трек попал в German Top 10.

#### Треки

##### CD-сингл
1. «Moonlight Shadow» (Radio version) — 2:52
2. «Moonlight Shadow» (Original radio edit) — 2:54
3. «Moonlight Shadow» (Extended version) — 6:56
4. «Moonlight Shadow» (Rocco remix) — 6:58
5. «Moonlight Shadow» (Warp Brothers remix) — 7:37
6. «Moonlight Shadow» (Video) — 2:53

##### Макси-сингл
1. «Moonlight Shadow» (Radio version) — 2:52
2. «Moonlight Shadow» (Original radio edit) — 2:59
3. «Moonlight Shadow» (Extended version) — 6:58
4. «Moonlight Shadow» (Rocco remix) — 6:58
5. «Beat Just Goes» — 3:53

##### Ремикс-сингл
A-side
1. «Moonlight Shadow» (Extended version)

B-side
1. «Moonlight Shadow» (Club version)
2. «Beat Just Goes» (Club mix)

##### Американский макси-сингл
1. «Moonlight Shadow» (Josh Harris Radio Edit) — 3:46
2. «Moonlight Shadow» (Josh Harris Club Mix) — 7:21
3. «Moonlight Shadow» (Josh Harris Dub) — 6:39
4. «Moonlight Shadow» (French Club Mix) — 6:36
5. «Moonlight Shadow» (French Short Cut) — 3:05
6. «Moonlight Shadow» (Plastic Men UK Mix) — 6:16
7. «Moonlight Shadow» (Warp Brothers Remix) — 7:36
8. «Moonlight Shadow» (North Starz Remix) — 6:57
9. «Moonlight Shadow» (Alternate Radio Version) — 2:51
10. «Moonlight Shadow» (Original Mix) — 2:53
11. «Moonlight Shadow» (Extended Mix) — 6:54
12. «Moonlight Shadow» (Rocco Remix) — 6:56
13. «Moonlight Shadow» (A cappella) — 1:50
14. «Moonlight Shadow» (Pure & Direct Version) — 4:17

#### Позиции в чартах
| Чарт (2002)          | Наивысшая позиция |
| -------------------- | ----------------- |
| Германский           | 3                 |
| Австрийский          | 5                 |
| Europe Singles Chart | 12                |
| Австралийский        | 39                |
| Швейцарский          | 52                |